# Robert Lipsyte
Robert Lipsyte (New York, 16 gennaio 1938) è uno scrittore e giornalista statunitense.
Giornalista sportivo per ESPN, Usa Today, NBC e CBS, vinse il Margaret Edwards Award della American Library Association per i suoi romanzi per ragazzi.

## Biografia
Nato da Sidney I. Lipsyte e Fanny Finston, Robert è cresciuto a Rego Parl, un quartiere nel distretto del Queens, a New York; suo padre era il preside di una scuola e sua madre era un'insegnante, mentre Sam Lipsyte è suo figlio. Grande appassionato di libri piuttosto che di sport, assistette alla sua prima partita di baseball della Major League quando aveva tredici anni, rimanendo "profondamente deluso".
Fu co-autore dell'autobiografia del comico e attivista sociale Dick Gregory chiamata Nigger. Nel 1967 pubblicò il suo primo romanzo, The Contender, che fu un buon successo commerciale; in questo testo, Lipsyte si occupò della filosofia dello sport, sottolineando come vincere non debba essere l'unico obiettivo e dando molta importanza al processo più che al risultato. The Contender ebbe tre sequel: The Chief (1985), The Brave (1991) e Warrior Angel (2003),
Nel 1978 gli fu diagnosticato un cancro ai testicoli e un secondo tumore nel 1991: le sue esperienze con la malattia furono da ispirazione per un altro romanzo per giovani adulti, The Chemo Kid (1992) e per un saggio, In the Country of Illness (1998). Sempre nel 1978, Lipsyte, tra i primi che accettò e rispettò Muhammad Ali, campione di boxe dei pesi massimi, pubblicò Free to Be Muhammad Ali. Per la televisione, Lipsyte ha lavorato come corrispondente sportivo per ESPN, Usa Today, NBC e CBS, vincendo un Emmy Award come conduttore di The Eleventh Hour alla fine degli anni 80. Nel 1993, fu inserito nella New Jersey Literary Hall of Fame. Nel 2001 vinse il Margaret Edwards Award della American Library Association per i suoi romanzi per ragazzi, per il "significativo contributo e duraturo alla letteratura per giovani adulti".

## Opere

### Romanzi
- The Contender, New York, Harper, 1967.
- Steve Cady, Something Going, New York, Dutton, 1973.
- Liberty Two, New York, Simon and Schuster, 1974.
- One Fat Summer, New York, Harper, 1977.
- Summer Rules, New York, Harper, 1981.
- Jock and Jill, New York, Harper, 1982.
- The Summerboy, New York, Harper, 1991.
- The Brave, New York, Harper, 1991.
- The Chemo Kid, New York, Harper, 1992.
- The Chief, New York, Harper, 1993.
- Warrior Angel, New York, HarperCollins, 2003.
- Yellow Flag, New York, HarperCollins, 2007.
- Center Field, New York, HarperTeen, 2010.

### Saggi
- Dick Gregory, Nigger, New York, Dutton, 1964.
- The Masculine Mystique, New York, New American Library, 1966.
- Assignment: Sports, New York, Harper, 1970.
- SportsWorld: An American Dreamland, New York, Quadrangle, 1975.
- Free to Be Muhammad Ali, New York, Harper, 1978.
- Arnold Schwarzenegger: American Hercules, New York, Harper, 1993.
- Jim Thorpe: Twentieth-Century Jock, New York, Harper, 1993.
- Michael Jordan: A Life above the Rim, New York, HarperCollins, 1994.
- Joe Louis: A Champ for All America, New York, Harper, anno.
- Peter Levine, Idols of the Game: A Sporting History of the Twentieth Century, Nashville, Turner Publications, 1995.
- In the Country of Illness: Comfort and Advice for the Journey, New York, Knopf, 1998.
- An Accidental Sportswriter: A Memoir, Ecco, 2011.
- The Twinning Project, Clarion, 2012.
- Twin Powers, New York, 2014.